# Cylicolaimus edentulus
Cylicolaimus edentulus är en rundmaskart som beskrevs av Platonova 1970. Cylicolaimus edentulus ingår i släktet Cylicolaimus och familjen Leptosomatidae. Inga underarter finns listade i Catalogue of Life.